# Stanislav Otruba
Stanislav Otruba (17. května 1868, Biskupství – 21. května 1949, Těšetice) byl český hudební skladatel.

## Život
Narodil se v obci Biskupství, která je dnes součástí Náměšti na Hané. Pocházel z rolnické rodiny, ale jeho otec byl venkovský písmák a muzikant. Hudební základy získal doma a zdokonalil se soukromým studiem u Josefa Nešvery. Stal se dobrým houslistou a varhaníkem a své první skladby napsal již v 15 letech. Studoval na gymnáziu v Olomouci a v Přerově a na učitelském ústavu v Příboře. Nejprve byl podučitelem na Svatém Kopečku u Olomouce. V roce 1904 byl jmenován učitelem (později i řídícím učitelem) v Těšeticích, kde setrval až do odchodu do důchodu. Ani v důchodu se hudby nevzdal. V Olomouci vedl pěvecký kroužek učitelů z řad důchodců.
V Těšeticích založil a řídil pěvecký sbor i orchestr. S ochotníky prováděl hry se zpěvy a uvedl i Blodkovu operu V studni. Jako skladatel se věnoval převážně chrámové hudbě. Jeho světské skladby vycházely z melodiky hanáckých lidových písní a jeho písně a sbory byly komponovány většinou na hanácké texty.

## Dílo (výběr)
- Missa de Requiem pro 4 vocibus cum Organo op. 2
- Missa in honorem Scti Stanislai
- Surrewit pastor bonus
- Haná zpívá, sbor s klavírem,
- 1. smyčcový kvartet B-dur
- Elegie pro housle a klavír
- Nálady pro housle a klavír